# Мљечаница (ријека)
Мљечаница је поткозарска и кнешпољска ријека, десна притока Уне. Налази се на сјеверу националног парка Козара. Мљечаница има највећу сливну површину и најдужу мрежу притока на подручју националног парка Козара. Настаје спајањем Велике и Мале Мљечанице. Једна од важнијих притока Мљечанице је Кнежица, која се у њу улива у Међувођу.

## Карактеристике
Ријека Мљечаница је дуга око 40 km. Од извора тече правцем југоисток-сјеверозапад кроз Козару, по њеној симетрали као планинска ријека, а онда, у Горњем Јеловцу, ниже Бокана, скреће према сјеверу и мирним равничарским током се и улива у ријеку Уну око три километра узводно од Козарске Дубице. Лијеве познатије притоке-потоци Мљечанице су Талавића поток, Вучјак, Маџиковац, Лајшновац, Грабовац и ријека Кнежица. Од десних притока највећа је Грачаница која се улива у Мљечаницу у дну виса Витловске у мјесту које се зове Саставци. Сви ови потоци су у горњим токовима извори квалитетне пијаће воде.
Нема ни предања, ни поуздних записа по чему је ријека Мљечаница добила име. Постоји неколико могућих тумачења у назнакама да је добила име по Мљечу - Acer platanoides, врсти бјелогоричног дрвета, али је много вјероватније да је име добила по вишегодишњој грмоликој биљци Мљечнику- euphorbia cyparissias care. Ријека Мљечаница извире на вису Мраковица. Ту је, у близини монументалног споменика погинулим борцима у НОБ-и кога је урадио вајар Душан Џамоња, један од њених извора каптиран. Чесма је означена таблом на којој пише: „Извор Мљечанице“.
И у Мљечаници и у њеним притокама у горњим токовима има салмонидне рибе: пастрмке и кркушке, а у доњим: клена, беовице и друге бијеле рибе. Вода у Мљечанице се брзо и избистри и замути, као што се брзо и загирије и охлади. Љети је пријатна за купање по многим њеним буковима. Најпознатија мјеста за купање су прије свега „Велики Бук“ и „Мали бук“ у горњем току Мљечанице испод виса Витловске, затим „Грабовац“ десетак метара испод „Боканског млина“, у средњем току ријеке Мљечанице. У равничарском току ријеке је од давнина позната Мљечаничка бања које је прије двадесетак година модерно изграђена и осавремењена, и већ преко двадесетак година лијечи болесне.
На Мљечаници је некада било много воденица. Најчувенија је„Зидани млин-Зиданац“ познат из времена НОБ-е. Данас, испод „Зиданца“ постоји воденица коју је направио Драго Кличковић, затим стара воденица од прије двадесетак година преправљена, звана „Бокански млин“. Воденице, или поточаре, како их зову у овим крајевима, су култне грађевине. Оне су не само најважније грађевине у селу већ у цијелој области. Храниле су генерације и зато их генерације и памте. Зидани млин је главе спашавао у вријеме НОБ-е, као и Бокански млин, који је за вријеме опсаде српског народа и партизана у Козари 1942. године значио, у пуном смислу ријечи, живот.
На Мљечаници има неколико чесми са питком водом. На путу од Бокана према Саставцима узводно на десној обали ријеке, гдје су усташе уКозарачкој офанзиви1942. године звјерски убиле више стотина тешких рањеника, подигнута је „Рањеничка чесма“. Чесму је подигао пуковник Балабан својим палим рањеним друговима. На плочи на зиду чесме пише:
Ти случајни и намерни путниче који се расхлађујеш на овом козарском извору знаш ли можда тужну истину о нама рањеницима што дадосмо своје животе овде поред Мљечанице у време када се слободарско јутро купало у потоцима наше крви да би теби било сутра боље - ти случајни и намерни путниче. 

## Галерија
- Водопад „Бук“
- Стари Бокански млин у Мљечаници